# (29546) 1998 BV33
1998 بي في 33 (ويعرف أيضًا باسم (29546) 1998 بي في 33 وفق تسمية الكوكب الصغير) (بالإنجليزية: 1998 BV33)‏ هو كويكب ضمن حزام الكويكبات؛ وترتيبه 29546 من حيث الاكتشاف.
اكتُشف هذا الجُرم الفلكي بواسطة تاكاو كوباياشي في 31 يناير 1998.

## وصلات خارجية
- (29546) 1998 BV33 في قاعدة بيانات مختبر الدفع النفاث لأجرام النظام الشمسي الصغيرة

- الاكتشاف · مخطط المدار ·  العناصر المدارية · المعلمات المادية

- (29546) 1998 BV33 على موقع ويكي سكاي: DSS2, SDSS, GALEX, IRAS, Hydrogen α, X-Ray, Astrophoto, Sky Map, Articles and images